# Mittlere Drugpa-Tradition
| Tibetische Bezeichnung                               |
| ---------------------------------------------------- |
| Wylie-Transliteration: bar 'brug                     |
| Andere Schreibweisen: Bardrug; Bardruk               |
| Chinesische Bezeichnung                              |
| Vereinfacht: 中竹巴派; 中主巴; 中主巴派              |
| Pinyin:Zhong Zhuba pai; Zhong Zhuba; Zhong Zhuba pai |

Die Mittlere Drugpa- bzw. Bardrug (tib. bar 'brug)-Tradition oder Drugpa-Tradition des Mittleren Tibet bzw. die Mittlere Schule ist eine der Drugpa-Tradition der Kagyü-Schule ('brug pa bka' brgyud), die aus der Tradition von
Lingre Pema Dorje (gling ras padma rdo rje; 1128–1188) hervorging, dem Lehrer Tsangpa Gyares.
Unter den vielen Schülern von Tsangpa Gyare dehnte Gyelwa Götshangpa die Drugpa-Linie des tibetischen Buddhismus in den Westen Tibets aus, was als Nördliche Schule oder Obere Drugpa bekannt ist, während Gyelwa Lorepa die Linie in den Süden Tibets verbreitete, was als Südliche Schule oder Untere Drugpa bekannt ist. Der von Önre Darma Sengge (dbon ras dar ma seng+ge) geführte Zweig und die von Bariwa geführte Linie gehören zur Zentralen Schule oder Mittleren Drugpa-Tradition. Ein weiterer Schüler von Tsangpa Gyare, Phajo Druggom Shigpo (1184–1251 oder 1208–1275), folgte der Prophezeiung seines Meisters und reiste in das Königreich Bhutan im Süden von Tibet, um das Dharma zu predigen. Er gründete eine Reihe von Drugpa-Klöstern im Gebiet von Bhutan, darunter das Phajoding-Kloster und das Tango-Kloster.
Das Kloster Sangngag Chöling (gsang sngags chos gling) in der (gleichnamigen) Gemeinde Sangngagqoiling im Nordosten des Kreises Lhünzê (Lhüntse) des Regierungsbezirks Shannan im Autonomen Gebiet Tibet der Volksrepublik China im südlichen Tibet geht auch auf diese Tradition zurück.
Alexander Berzin resümiert zu den drei Drugpa-Kagyü-Traditionen:

„Drugpa Kagyu has three divisions: Todrug (sTod-‘brug), Medrug (sMad-‘brug) and Bardrug (Bar-‘brug) – the Drugpa of Upper, Lower, and Middle Tibet, respectively. They derive from three disciples of Tsangpa Gyare. Sang-ngag Choling Monastery is from the Bardrug, the Middle Drugpa Tradition.“